# Silnik turbośmigłowy

Schemat silnika turbośmigłowego

Silnik turbośmigłowy – rodzaj napędu statku powietrznego, najczęściej samolotu lub śmigłowca, wykorzystujący turbinę gazową do poruszania zewnętrznego śmigła napędowego. Wydostające się z silnika spaliny mają relatywnie małą energię w porównaniu z wydalanymi przez silnik turboodrzutowy, z tego też względu w małym stopniu odpowiadają za napędzanie statku powietrznego.
Śmigło jest sprzężone z turbiną przy pomocy przekładni (reduktora), która przenosi niski moment przy wysokich obrotach na wejściu na wysoki moment przy niskich obrotach na wyjściu. Samo śmigło jest zwykle stałoobrotowe, podobne do tych używanych przy większych lotniczych silnikach tłokowych.
Obecnie silniki turbośmigłowe są głównie używane w małych samolotach poddźwiękowych, niektóre z nich osiągają prędkości przelotowe przekraczające 926 km/h (500 węzłów). Chętnie są stosowane do napędu samolotów szkolno-treningowych dla pilotów zawodowych lub w wojsku (np. PZL-130 Orlik, Embraer Tucano, Pilatus PC-9). Służą do napędu samolotów posiadających cechy  STOL, np. An-28 czy pochodny PZL M28. Istnieją również duże statki wojskowe i cywilne korzystające z silników turbośmigłowych jako źródła napędu (np. Lockheed L-188 Electra). Największymi statkami powietrznymi wyposażonymi w silnik turbośmigłowy były konstrukcje radzieckie: samoloty wojskowe Tu-95, An-22, oraz cywilne Tu-114. Moc jednego silnika NK-12 MA wynosiła 15 000 KM.
W najprostszej wersji silnik składa się z wlotu powietrza, sprężarki, komory spalania, turbiny oraz dyszy. Powietrze jest pobierane do wlotu i sprężane przez sprężarkę. Następnie w komorze spalania dodawane jest do niego paliwo i tak utworzona mieszanka jest spalana. Gorące spaliny są źródłem napędu turbiny. Część mocy wytworzonej przez turbinę jest przekazywana do napędzania sprężarki. Pozostała jest przekazywana przez przekładnię do śmigła. Dalsze rozszerzanie się gazów zachodzi w dyszy, gdzie ostatecznie ich ciśnienie wyrównuje się z atmosferycznym.
Silniki turbośmigłowe są bardzo wydajne przy niskich prędkościach przelotowych (poniżej 724 km/h = 450 mil/h), co jest związane ze sprawnością śmigła. Posiadają małą masę, wymagają mniej czasu na obsługę bieżącą niż silniki tłokowe, spalają tańsze paliwo (naftę). Stąd wiele samolotów z napędem tłokowym było dostosowanych później do napędu turbośmigłowego (np. PZL-106 Kruk, PZL-130 Orlik). 